# Ossalengo
Ossalengo è una piccola frazione del comune lombardo di Castelverde.

## Storia
La località è un piccolo borgo agricolo di antica origine.
In età napoleonica (1807) Ossalengo fu aggregata alla città di Cremona; recuperò l'autonomia con la costituzione del Regno Lombardo-Veneto (1816).
Nel 1824 a Ossalengo fu aggregato il comune di Livrasco.
All'Unità d'Italia (1861) contava 791 abitanti. Il comune di Ossalengo fu unito nel 1866 ai comuni di Dosso Baroardo e Marzalengo, a formare il comune di Tredossi, a sua volta aggregato nel 1928 a Castelverde.